# Foresta nazionale di Los Padres

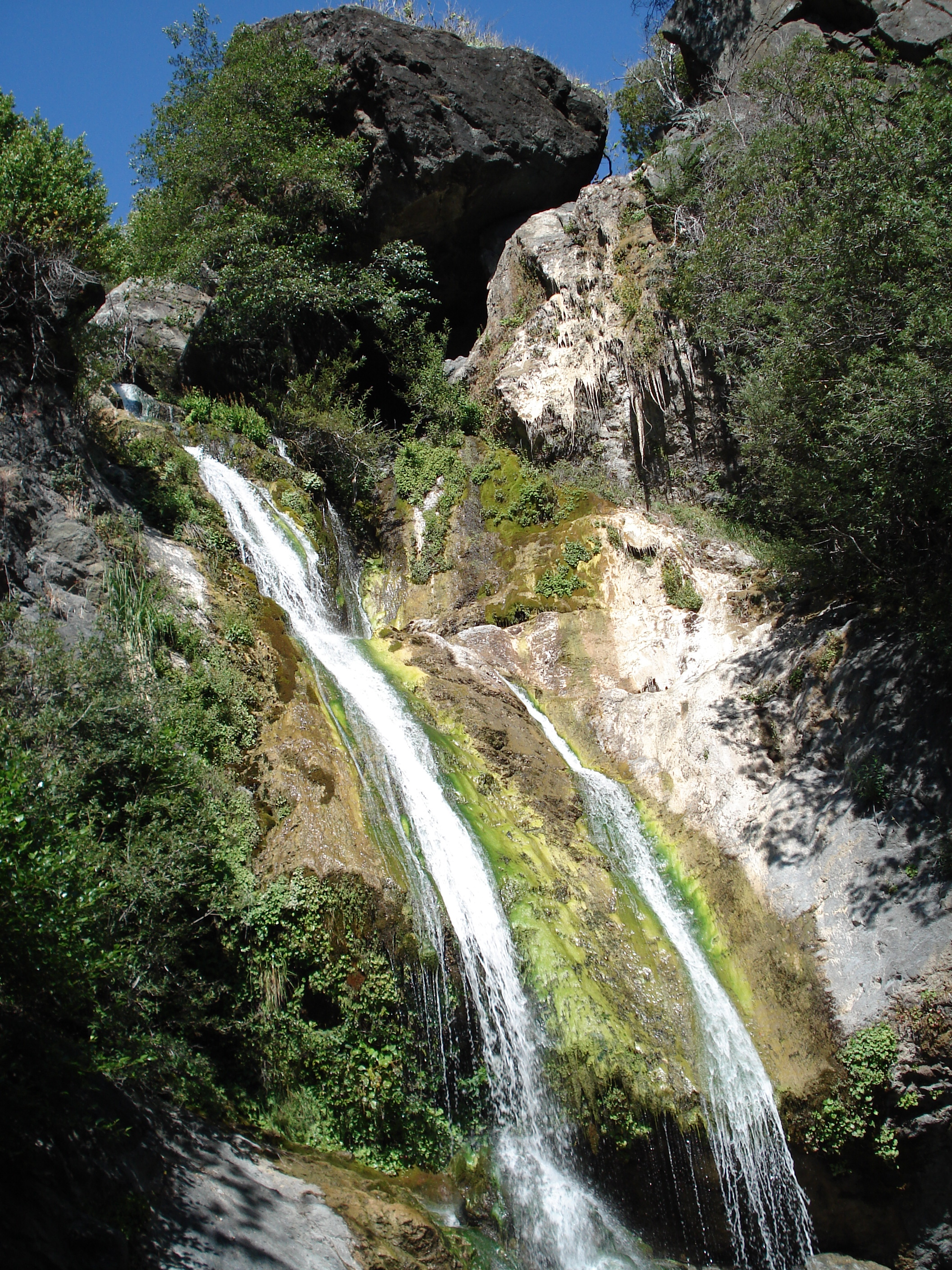
Cascata Salmon, vicino alla costa di Big Sur, appena fuori dalla riserva di Ventana

La foresta nazionale di Los Padres è una foresta nazionale degli Stati Uniti nella California meridionale e centrale. Amministrato dal servizio forestale degli Stati Uniti, Los Padres comprende la maggior parte delle terre montuose lungo la costa della California da Ventura a Monterey, estendendosi nell'entroterra. Le altitudini vanno dal livello del mare a 2.697 metri.

## Geografia
La foresta ha una superficie di circa 7.890 km², di cui 7.130 km² o circa l'88% sono terreni pubblici; il resto sono di proprietà private.
Il bosco è diviso in due aree. La divisione settentrionale è all'interno della contea di Monterey e comprende la costa di Big Sur e le sue pittoresche aree interne. Tale area è molto popolare per l'escursionismo, con 520 km di sentieri escursionistici e 11 campeggi (che vanno da quelli molto rigidi a quelli adatti ai veicoli ricreativi). Quest'area include anche il santuario di Sisquoc Condor, creato nel 1937, che è il più antico santuario designato per i grandi uccelli in via di estinzione.
La "divisione principale" della foresta comprende terre all'interno delle contee di San Luis Obispo, Santa Barbara, Ventura e Kern, con una piccola estensione nella contea di Los Angeles nella zona del lago Pyramid, tra Castaic e Gorman. Le catene montuose all'interno dei Los Padres includono le montagne di Santa Lucia, la catena montuosa di La Panza, la catena di Caliente (una piccola parte), le montagne della Sierra Madre, le montagne di San Rafael, le montagne di Santa Ynez e i monti Topatopa; le parti più alte della foresta non sono all'interno di catene montuose, ma sono adiacenti alle montagne di San Emigdio e includono il monte Pinos, il Cerro Noroeste e il monte Reyes. La foresta è anche adiacente alla foresta nazionale di Angeles, che si trova nella contea di Los Angeles nel sud della California e si trova vicino alla pianura Carrizo nella contea orientale di San Luis Obispo. La sede centrale della foresta si trova a Goleta. Ci sono uffici distrettuali dei ranger locali a Frazier Park, King City, Ojai, Santa Barbara e Santa Maria.
Molti fiumi nella California meridionale e centrale hanno i loro punti di origine all'interno della foresta nazionale di Los Padres, tra cui Carmel, Salinas, Cuyama, Sisquoc, Santa Ynez, Coyote Creek, Sespe, Ventura e Piru.

## Fauna selvatica e vegetazione

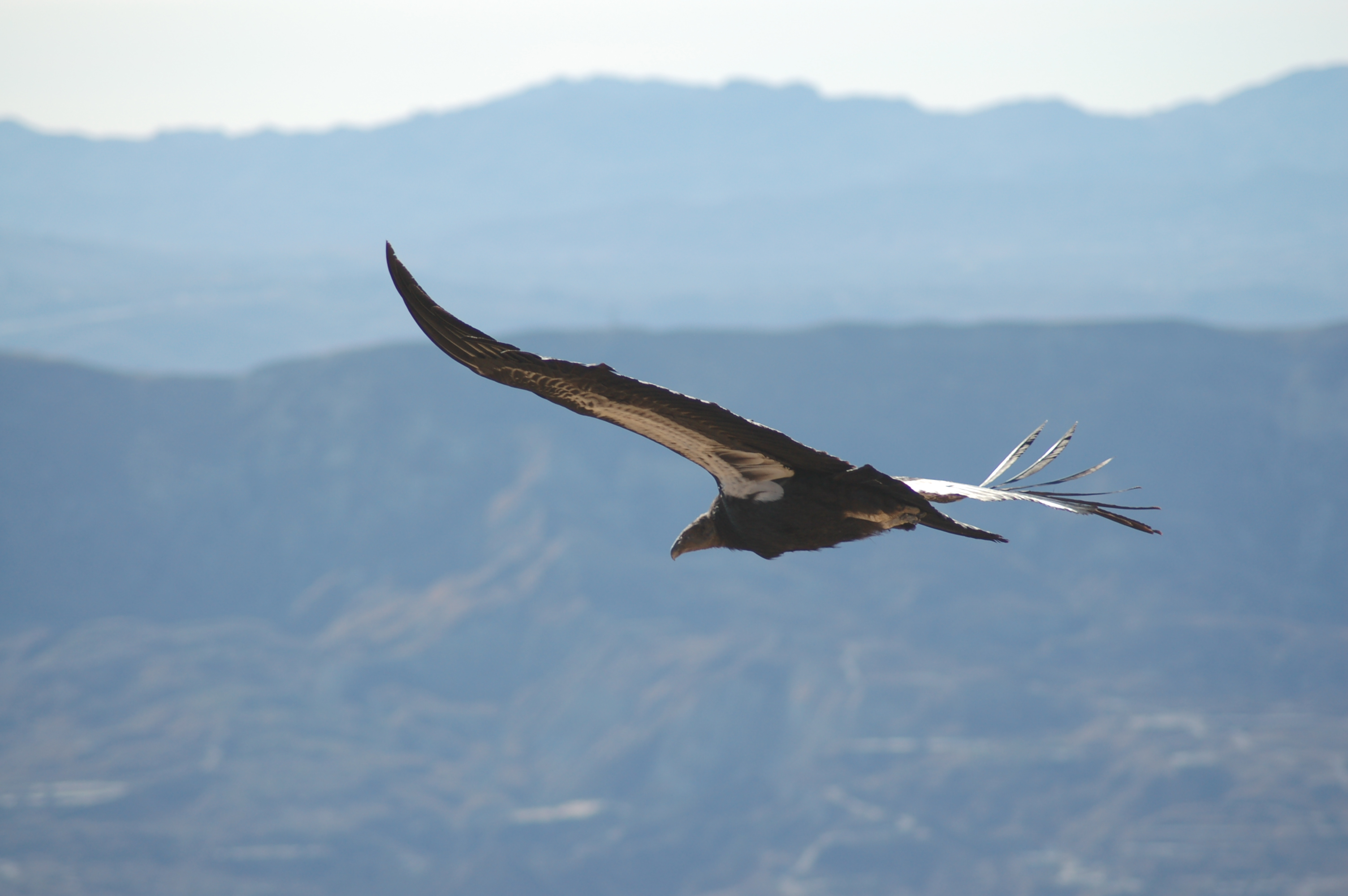
Condor della California che sorvola la foresta nazionale di Los Padres

Molte specie minacciate e in via di estinzione vivono all'interno della foresta. Probabilmente il più famoso tra loro è il condor della California (Gymnogyps californianus), per il quale il servizio forestale degli Stati Uniti ha istituito il santuario di Sespe Condor. È presente anche il serpente reale della montagna della California, una specie californiana di particolare interesse. Anche il falco pellegrino americano dipende interamente dalla foresta per la sua sopravvivenza. Il leone di montagna e il cervo mulo della California possono essere i grandi mammiferi più comuni. Le pecore bighorn abitano la regione della foresta che circonda il torrente Sespe. Gli orsi neri americani sfogliano erbe, bacche e carogne. I coyote prosperano ovunque in questa foresta. Le linci rosse possono essere osservati occasionalmente nelle zone montuose più remote della foresta. Altri animali trovano in questa foresta sono procioni, uccelli azzurri, barbagianni, falchi dalla coda rossa, conigli dalla coda di cotone, aquile, lepri, quaglie della California, ghiandaie occidentali, e grandi gufi.
Molti tipi di vegetazione sono rappresentati nei Los Padres, tra cui chaparral, copertura del suolo comune della maggior parte delle coste della California al di sotto di circa 1.500 metri e foreste di conifere, che possono essere trovate in abbondanza nella regione selvaggia di Ventana e nella regione intorno al monte Pinos nella contea di Ventura settentrionale.
I ricercatori stimano che l'estensione della foresta vergine sia di 76 km². Consiste in gran parte di foreste di pino di Jeffrey (Pinus jeffreyi), sebbene vi si trovino anche sequoie costiere (Sequoia sempervirens), abeti Douglas costieri e abeti del Colorado (Abies concolor). Nel 2008, lo scienziato J. Michael Fay pubblicò una mappa di vecchie sequoie in crescita dentro e intorno a Big Sur.

## Restrizione
A causa del rischio incendio, sono presenti restrizioni stagionali. Alcune porzioni della foresta sono completamente chiuse all'ingresso del pubblico durante l'alta stagione degli incendi, che di solito si estende dal 1º giugno circa a metà novembre.
È richiesto un pass per il parcheggio e per la maggior parte delle località della foresta nazionale di Los Padres, così come in altre foreste nazionali nel sud della California.
Sono state messe in atto delle restrizioni durante la pandemia COVID-19 a causa delle condizioni di affollamento in cui le persone non erano in grado di distanziarsi socialmente.

## Incendi
A causa delle estati molto secche, gli incendi boschivi nella foresta nazionale di Los Padres sono sempre un rischio.
Nel 1965, un camion guidato dal cantante country Johnny Cash prese fuoco e bruciò buona parte della foresta nella contea di Ventura.
Nell'agosto 1977, un incendio bruciò 1720 km² nella regione riserva di Ventana e parti della foresta di Los Padres.
In giugno e luglio 2008, un ulteriore incendio bruciò 659 km² nella stessa regione.
l'incendio Thomas è stato un enorme incendio che ha attraversato la foresta all'interno delle contee di Ventura e Santa Barbara. È stato uno dei molteplici incendi che si sono accesi nel sud della California nel dicembre 2017. I venti di Santa Ana insolitamente forti e persistenti sono stati il fattore più importante nella propagazione dell'incendio. Al suo apice, l'incendio era abbastanza potente da generare un proprio regime di venti, qualificandolo come una tempesta di fuoco.